# Salix pauciflora
Espèce
Classification APG III (2009)
Salix pauciflora est une espèce de plantes à fleurs de la famille des Salicaceae. C'est un saule arbustif originaire d'Extrême-Orient.

## Synonymie

### Sous-espèces
Aucune sous-espèce n'est énumérée dans Catalogue of Life.

### Synonymes[1]
- Salix nummularia Anderss.
- Salix herbacea var. flabellaris Andersson ;
- Salix nummularia subsp. tundricola (Schljak.) A. & D. Löve ;
- Salix polyadenia Hand.-Mazz. ;
- Salix polyadenia var. tschanbaischanica (Y.L. Chou & Y.L. Chang) Y.L. Chou ;
- Salix retusa var. rotundifolia Trevir. ex Trautv. ;
- Salix tschanbaischanica Y.L. Chou & Y.L. Chang ;
- Salix tundricola Schljak. ;
- Salix vulcani Nakai.

## Description
Salix pauciflora,, porte des branches minces, pubescentes d'abord, devenant brun rouge et glabres avec l'âge. Les feuilles sont d'obovales à elliptiques, elles mesurent 6-12 X 3-1 et sont obtuses, à la base arrondie, entières, vert brillant dessus, vert pâle dessous. Les pétioles font jusqu'à 4 mm de long. Les chatons, souvent avec peu de fleurs, apparaissent sur un court pédoncule feuillu. Les chatons mâles sont globuleux et mesurent jusqu'à 1 cm de long. Le chaton femelle est un peu plus long, de couleur rougeâtre dans la moitié supérieure, velu à l'intérieur et sur les marges.

## Répartition
Ce saule pousse au Japon. C'est une espèce alpine d'Hokkaido (Mont Daisetsu).
Les synonymes sont enregistrés en Alaska, ouest  de la Sibérie, centre de la Sibérie, extrême est de la Russie, Chine (Jilin), Mongolie, Corée du Nord, Japon (Hokkaido).